# Friedrich Joloff
Friedrich Joloff (* 14. Dezember 1908 in Berlin als Friedrich Jolowicz; † 4. Januar 1988 in Verden an der Aller, Niedersachsen) war ein deutscher Schauspieler, Hörspiel- und Synchronsprecher.

## Leben
Joloff war ein Nachkomme polnischer Einwanderer. Seine Ausbildung als Schauspieler absolvierte er von 1925 bis 1927 an der Schauspielschule des Deutschen Theaters in Berlin bei Lothar Müthel. Im März 1927 gab er dort sein Debüt in dem Stück Toni von Gina Kaus. Nach der Machtergreifung der Nationalsozialisten 1933 musste er aus dem Ensemble des Deutschen Theaters ausscheiden und erhielt als „nichtarisch“ Berufsverbot. Joloff, der von da an in Italien lebte, wurde zu Beginn des Zweiten Weltkrieges zum Kriegsdienst eingezogen.
Er geriet in Kriegsgefangenschaft und wurde in Kanada und England interniert. Jedes Mal bildete er Theaterensembles.
Ab 1947 spielte er wieder an den Berliner Bühnen und an westdeutschen Theatern und gehörte neben Klaus Kinski und Jan Hendriks zum Berliner Salon des Fürsten Alexander Kropotkin.
Er spielte unter anderem den Conti in Emilia Galotti von Gotthold Ephraim Lessing, Arnold in Michael Kramer von Gerhart Hauptmann und Trigorin in Die Möwe von Anton Pawlowitsch Tschechow.
In Veit Harlans Film Anders als du und ich verkörperte er den homosexuellen Kunstprofessor Boris, dem in der in Deutschland nicht gezeigten Originalfassung zum Schluss die Flucht nach Italien gelingt. In den 1960er-Jahren wurde Joloff vor allem durch das Fernsehen bekannt, wo er mehr oder weniger geheimnisvolle Persönlichkeiten im Hintergrund darstellte. Neben kleineren Rollen in Tatort und Der Kommissar brachte ihn die erste deutsche Science-Fiction-Serie, die „legendäre“ Raumpatrouille (1966) einem größeren Publikum nahe. Hier spielte er den Oberst Villa, der als Chef des „Galaktischen Sicherheitsdienstes“ für Recht und Ordnung zu sorgen hat. Weitere Auftritte hatte er in der Edgar-Wallace-Verfilmung Die Tür mit den sieben Schlössern und in Tim Frazer, einem Straßenfeger aus dem Jahr 1963 von Francis Durbridge, sowie den ZDF-Fernsehkrimis Der Tod läuft hinterher, Babeck und 11 Uhr 20.
Als Synchronsprecher lieh er seine Stimme unter anderem Joseph Wiseman als Dr. No im James-Bond-Film James Bond jagt Dr. No, Vittorio Gassman in Bitterer Reis oder Orson Welles als Harry Lime in Der dritte Mann (Synchronfassung von 1949). Es überwogen wie bei seinen Filmrollen die „sinisteren Charaktere“.
Keinen Schauspieler synchronisierte Friedrich Joloff häufiger als James Mason, nämlich sieben Mal; darunter in so beliebten Filmen wie Der unsichtbare Dritte und Die Reise zum Mittelpunkt der Erde. Er gehört damit zu Masons fünf häufigsten deutschen Stimmen.
Seit 1947 war er auch oft als Hörspielsprecher im Einsatz; häufig in Hauptrollen. Bei vier Produktionen führte er selbst Regie und bearbeitete einige literarische Vorlagen für den Funk.
Friedrich Joloff lebte mehrere Jahre in Rom und in einem Dorf auf der tunesischen Halbinsel Djerba.
Die letzte Zeit seines Lebens verbrachte Friedrich Joloff in einem Pflegeheim in Kleinenborstel bei Bruchhausen-Vilsen. Sein Grab befindet sich auf dem Friedhof in Martfeld.

## Filmografie
- 1950: Melodie des Schicksals
- 1952: Sekunden der Verzweiflung (The Desperate Moment)
- 1953: Signale aus dem Äther (Fernsehfilm)
- 1954: Streit um Percy (Fernsehfilm)
- 1954: Mädchen mit dem Brokatmantel (Fernsehfilm)
- 1954: Daniel ist mein Feind (Fernsehfilm)
- 1954: Zwischenfall im Roxy (Fernsehfilm)
- 1954: Sie kommen immer in der Nacht (Fernsehfilm)
- 1955: Flash Gordon (Fernsehserie, 1 Folge)
- 1955: Peter Schlemihl (Fernsehfilm)
- 1956: Die Stimme der Sehnsucht
- 1956: Die Halbstarken
- 1957: Liane, die weiße Sklavin
- 1957: Anders als du und ich
- 1958: Lilli – ein Mädchen aus der Großstadt
- 1958: Liebe kann wie Gift sein
- 1959: Geheimakte M (Man on a String)
- 1960: Einer von sieben (Fernsehfilm)
- 1960: Waldhausstraße 20 (Fernsehfilm)
- 1960: Madame Sans-Gêne (Fernsehfilm)
- 1960: Die Friedhöfe (Fernsehfilm)
- 1961: Vorsätzlich (Fernsehfilm)
- 1962: Die Parallelstraße
- 1962: Die Tür mit den sieben Schlössern
- 1962: Die Glocken von London (Fernsehfilm)
- 1962: Heute nacht starker Nebel (Fernsehfilm)
- 1963: Tim Frazer (Durbridge-Sechsteiler)
- 1963: Jack und Jenny
- 1963: Der Tod des Handlungsreisenden (Fernsehfilm)
- 1963: Aufstand der Gehorsamen (Fernsehfilm)
- 1963: Die Laokoon-Gruppe (Fernsehfilm)
- 1964: In der Sache J. Robert Oppenheimer (Fernsehfilm)
- 1964: König Richard III (Fernsehfilm)
- 1964: Der Prozeß Carl von O. (Fernsehfilm)
- 1964: Lydia muss sterben (Fernsehfilm)
- 1964: Die Truhe (Fernsehfilm)
- 1964: Das Wirtshaus von Dartmoor
- 1964–1965: Gewagtes Spiel (Fernsehserie, 2 Folgen)
- 1965: Oberst Wennerström (Fernsehfilm)
- 1965: Abends Kammermusik (Fernsehfilm)
- 1965: Glück in Frankreich (Fernsehfilm)
- 1965: Mariana Pineda (Fernsehfilm)
- 1965: Mademoiselle Löwenzorn (Fernsehfilm)
- 1965: Machenschaften (Fernsehfilm)
- 1965: Die Schlüssel (Durbridge-Dreiteiler)
- 1965: Brooklyn-Ballade (Fernsehfilm)
- 1965: Romulus der Große (Fernsehfilm)
- 1966: Judith (Fernsehfilm)
- 1966: Raumpatrouille (Fernsehserie)
- 1967: Die drei Supermänner räumen auf (I fantastici tre supermen)
- 1967: Der Tod läuft hinterher (Fernseh-Dreiteiler)
- 1967: Brückenallee Nr. 3 (Fernsehfilm)
- 1967: Jonny Banco – Geliebter Taugenichts (Johnny Banco)
- 1967: Dem Täter auf der Spur – Am Rande der Manege (Fernsehserie)
- 1967: Blut floß auf Blendings Castle (Fernsehfilm)
- 1968: Ein Sarg für Mr. Holloway (Fernsehfilm)
- 1968: Immer nur Mordgeschichten (Fernsehfilm)
- 1968: Othello (Fernsehfilm)
- 1968: Graf Yoster gibt sich die Ehre – Blütenträume (Fernsehserie)
- 1968: Babeck (Fernseh-Dreiteiler)
- 1969: Hotel Royal (Fernsehfilm)
- 1970: 11 Uhr 20 (Fernseh-Dreiteiler)
- 1970: Cher Antoine oder Die verfehlte Liebe (Fernsehfilm)
- 1970: Ich schlafe mit meinem Mörder
- 1970: Der Kommissar – Anonymer Anruf (Fernsehserie)
- 1970: Kannibalen (Fernsehfilm)
- 1971: Käpt’n Rauhbein aus St. Pauli
- 1971: Kein Geldschrank geht von selber auf. Die Eddie Chapman Story (Fernsehfilm)
- 1972: Pater Brown – Der richterliche Spiegel (Fernsehserie)
- 1972: Dr. M schlägt zu
- 1973: Zwischen den Flügen (Fernsehserie)
- 1974: Malombra (Fernsehserie)
- 1974: Memento Mori
- 1975: Derrick – Ein Koffer aus Salzburg (Fernsehserie)
- 1975: Ein Fall für Männdli – Der Spielverderber (Fernsehserie)
- 1976: Eurogang – Urlaub für Harry Krausch (Fernsehserie)
- 2003: Raumpatrouille Orion – Rücksturz ins Kino (Kino) (posthum)

## Theater
- 1949: Anton Tschechow: Die Möwe (Trigorin) – Regie: Willi Schmidt (Deutsches Theater Berlin – Kammerspiele)

## Hörspiele
- 1947: Ein altes Weihnachtsspiel
- 1948: Der Mann, den sein Gewissen trieb – Regie: Hanns Korngiebel
- 1948: Die Zeitmaschine (nach H. G. Wells) (Bearbeitung und Regie)
- 1948: Lösegeld für den roten Häuptling (nach O. Henry) (Regie)
- 1948: Wo kommen die Löcher im Käse her? (nach Kurt Tucholsky) (Regie)
- 1948: Das Ghetto stirbt – Regie: Hanns Korngiebel
- 1948: Animalisches Duett (Autor und Sprecher) – Regie: Hanns Korngiebel
- 1949: Schloß Gripsholm (Regie und Sprecher)
- 1949: Es war einmal – Regie: Fritz Wendhausen
- 1949: Ein weiter Weg – Regie: Hanns Korngiebel
- 1949: Abenteuer im Abteil – Regie und Sprecher: Hanns Korngiebel
- 1949: Die goldenen Tafeln – Regie: Hermann Schindler
- 1950: Der öffentliche Ankläger – Regie: Rudolf Noelte
- 1950: Robert und seine Brüder – Regie: Hanns Korngiebel
- 1950: Die Teufelsgeige – Regie: Rudolf Noelte
- 1950: Das letzte Haus an der Straße – Regie: Hanns Korngiebel
- 1950: Der dritte Mann (nach Graham Greene) – Regie: Carol Reed (eine Filmproduktion, deren Ton von Radio Bremen gesendet wurde; ein Erzähler spricht kurze, meist Bildszenen erläuternde Texte).
- 1950: Brot für starke Zähne – Regie: Hanns Korngiebel
- 1951: Das war Daponte – Regie: Peter Thomas
- 1951: Bäume sterben aufrecht – Regie: Peter Thomas
- 1954: Das Mädchen Louise – Regie: Cay Dietrich Voß
- 1955: Das Benediktbeurer Weihnachtsspiel – Regie: Hans Bernd Müller
- 1955: Fiorenza (nach Thomas Mann) – Regie: Curt Goetz-Pflug
- 1955: Die Heimkehr des verlorenen Sohnes – Regie: Carlheinz Riepenhausen
- 1956: Sokrates – Regie: Peter Sandberg
- 1956: Vernichtete Vergangenheit – Regie: Rolf von Goth
- 1957: Mein Freund darf nicht blind werden – Regie: Carlheinz Riepenhausen
- 1959: Die Asche aller Träume – Regie: Tom Toelle
- 1959: Elisabeth von England – Regie: Hans Lietzau
- 1959: Berlin und Samuel Fischer – Schicksalsbilder im Wandel einer Weltstadt (nach Friedrich Luft und Hans Scholz) – Regie: Hanns Korngiebel
- 1960: Tanguy – Regie: Tom Toelle
- 1960: Der Engel mit dem Blumentopf – Regie: Peter Preses
- 1961: Das Abschiedsgeschenk – Regie: Hanns Korngiebel
- 1961: Die Friedhöfe – Regie: Theodor Steiner
- 1961: Das Spiel ist aus (nach Jean-Paul Sartre) – Regie: Hanns Korngiebel
- 1962: Dem deutschen Volke – Der Reichstag – Regie: Hermann Schindler
- 1963: Ein Volk sieht fern oder Der Tod spielt rechtsaußen (von Horst Pillau) – Regie: Günther Schwerkolt
- 1963: Der Hund des Generals (nach Heinar Kipphardt) – Regie: Peter Schulze-Rohr
- 1965: Um sieben Uhr zu Hause – Regie: Otto Düben
- 1965: Schachmatt (von Rolf und Alexandra Becker) – Regie: Heinz-Günter Stamm
- 1965: Mrs. Cheneys Ende – Regie: Heinz-Günter Stamm
- 1965: Die Ermittlung – Regie: Peter Schulze-Rohr
- 1967: Amos – Regie: Rolf von Goth
- 1968: Das letzte Problem (nach Arthur Conan Doyle) (als Professor Moriarty) – Regie: Heinz-Günter Stamm

## Synchronrollen (Auswahl)
Friedrich Joloff war beteiligt an den deutschen Fassungen von über 450 Filmen. Nach zwei Rollen 1949 absolvierte er zwischen 1950 und 1963 jedes Jahr Synchronauftritte in acht bis 54 Filmen, danach „dünnen seine Synchronrollen aus“. Er war „vielseitig“, insbesondere hatte er eine „Begabung für Komik“, „blieb aber vor allem im Gedächtnis durch zahlreiche Bösewichter“, darunter die in den ersten zwei James-Bond-Filmen.
| Schauspieler     | Film/Serie                                     | Rolle                     | Jahr der Synchronisation |
| ---------------- | ---------------------------------------------- | ------------------------- | ------------------------ |
| James Coburn     | Die glorreichen Sieben                         | Britt                     | 1960                     |
| Peter Cushing    | Das Schwert des Robin Hood                     | Sheriff von Nottingham    | 1961                     |
| Henry Daniell    | Die Kameliendame (2. Synchronisation)          | Baron de Varville         | 1951                     |
| Anthony Dawson   | Bei Anruf Mord                                 | Charles Alexander Swann   | 1955                     |
| Anthony Dawson   | Mitternachtsspitzen                            | Roy Thompson              | 1960                     |
| Anthony Dawson   | James Bond 007 – Liebesgrüße aus Moskau        | Ernst Stavro Blofeld      | 1963                     |
| John Dehner      | Duell mit dem Teufel                           | Ranse Jackman             | 1955                     |
| Vittorio Gassman | Bitterer Reis (1. Synchronisation)             | Walter                    | 1950                     |
| Lionel Hampton   | Die Benny Goodman Story                        | Lionel Hampton            | 1956                     |
| Friedrich Joloff | Ich schlafe mit meinem Mörder                  | Inspektor                 | 1970                     |
| Duncan Lamont    | Ben Hur                                        | Marius                    | 1960                     |
| James Mason      | Julius Caesar                                  | Brutus                    | 1953                     |
| James Mason      | Der unsichtbare Dritte                         | Phillip Vandamm           | 1959                     |
| James Mason      | Die Reise zum Mittelpunkt der Erde             | Sir Oliver S. Lindenbrook | 1959                     |
| James Mason      | Lord Jim                                       | Gentleman Brown           | 1965                     |
| Raymond Massey   | Arsen und Spitzenhäubchen (2. Synchronisation) | Jonathan Brewster         | 1962                     |
| Gregory Peck     | Herrin der toten Stadt (1. Synchronisation)    | James ‚Stretch‘ Dawson    | 1950                     |
| Vincent Price    | Der Mann ohne Gesicht                          | Mark Van Ratten           | 1954                     |
| Orson Welles     | Der dritte Mann (1. Synchronisation)           | Harry Lime                | 1949                     |
| Peter Williams   | Die Brücke am Kwai                             | Hauptmann Reeves          | 1958                     |
| Joseph Wiseman   | James Bond 007 jagt Dr. No                     | Dr. Julius No             | 1962                     |